# Lazar von Brunetti

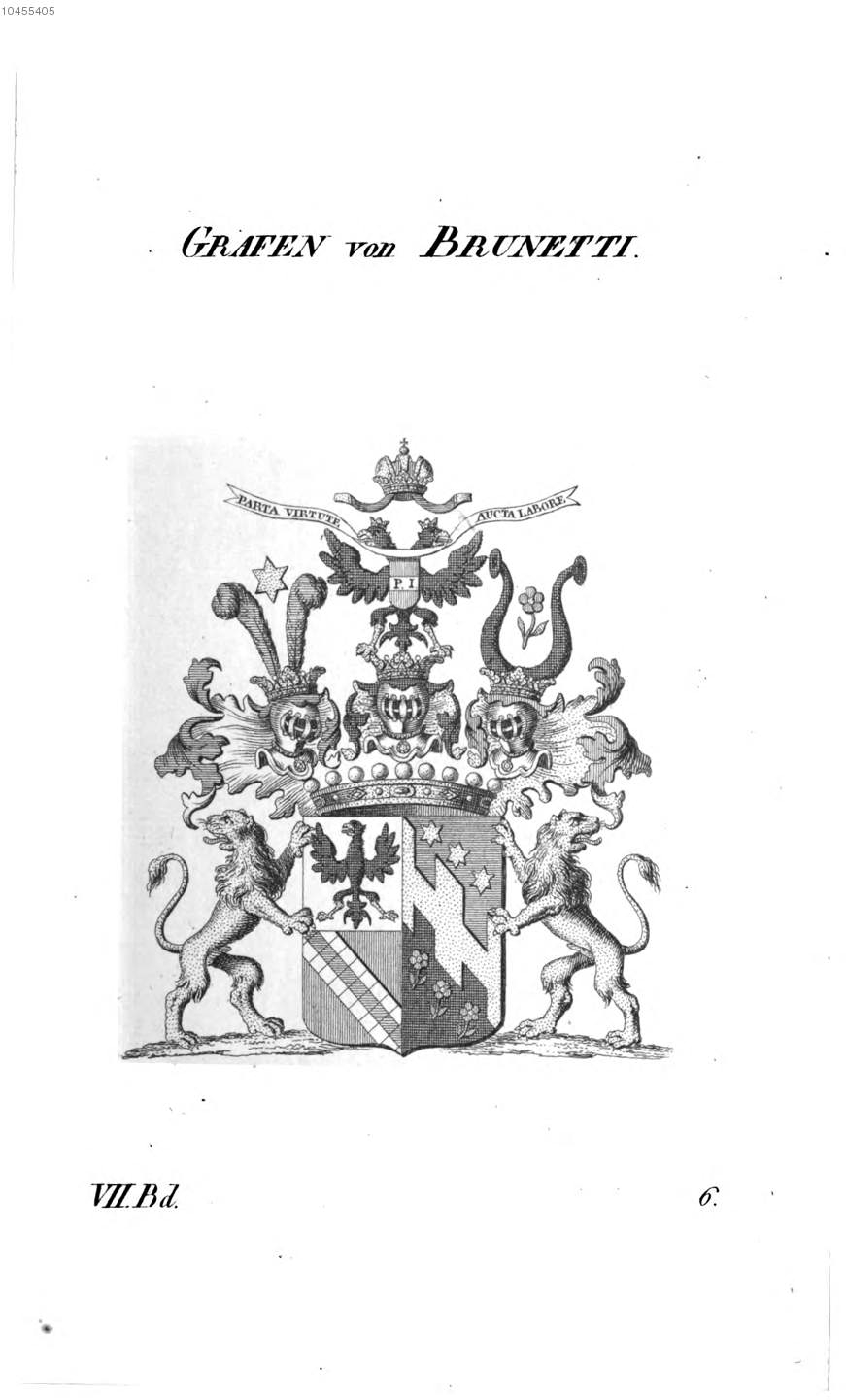
Familienwappen, aus: Tyroff: Wappenbuch der österr. Monarchie, 1831–1868

Graf Lazar Ferdinand von Brunetti (* 1781; † 1847) war ein österreichischer Diplomat der k.k. Monarchie.

## Leben
Brunetti war Mitglied einer toskanischen Adelsfamilie, die von Kaiser Franz I. 1834 in den österreichischen Grafenstand erhoben wurde. Er war ab 1817 Legationssekretär an der k.k. Gesandtschaft in Madrid, wurde dort 1819 Geschäftsträger und 1823 – nachdem die Gesandtschaft vom 16. Januar bis 28. Mai vorübergehend unbesetzt war – außerordentlicher Gesandter und bevollmächtigter Minister beim spanischen Hof, zuzüglich akkreditiert als bevollmächtigter Minister der drei freien Hansestädte. 1824 heiratete er María Josefa geb. Gayoso de los Cobos y Téllez-Girón aus dem spanischen Hochadel. Von 1835 bis 1838 war er österreichischer Gesandter am königlich-sardinischen Hof in Turin, ab 1836 zuzüglich akkreditiert am herzoglich-parmesischen Hof in Parma.

## Ehrungen
- Ritter erster Klasse des kaiserl. österr. Ordens der eisernen Krone
- Ritter des k.u. Sankt Stephans-Ordens
- Großkreuz des königl. span. Orden Karls III.
- Großkreuz des königl. dän. Danebrog-Ordens
- k.k. wirklicher Kämmerer
- k.k. wirklicher geheimer Rat